# Pardosa vagula
Pardosa vagula är en spindelart som först beskrevs av Tord Tamerlan Teodor Thorell 1890.  Pardosa vagula ingår i släktet Pardosa och familjen vargspindlar. Inga underarter finns listade i Catalogue of Life.